# 중국계 아르헨티나인
중국계 아르헨티나인(스페인어: Sino-Argentinos; 중국어: 阿根廷華人)은 중국계 아르헨티나 시민 또는 중국 태생의 이민자이다. 중국계 아르헨티나인 공동체는 아르헨티나에서 가장 빠르게 성장하는 공동체 중 하나이다. 2018년 현재, 그 공동체는 200,000명의 사람들로 구성되어 있다.

## 역사
20세기 이래로, 아르헨티나에 있는 중국인들은 세 가지 물결로 왔다. 1914년에서 1949년 사이에 작은 해안 도시들에서 이민자들의 첫 물결이 찾아왔다. 제2의 물결의 이민은 1980년대에 대만에서 왔고, 몇 년 동안 그들은 포르테냐의 생활 방식에 익숙해졌다. 제2의 물결 기간 동안 홍콩과 중국 남해안 지역에서 상당한 수의 사람들이 이주했다. 제3의 물결은 1990년대에 일어났는데, 대부분 중국, 대부분 덜 발전된 푸젠성에서 왔다. 이 그룹은 중국 푸젠성에서 발원한 불법 밀수 루트를 통해 자주 온 젊은 표류꾼들로 가득 차 있다. 그러나 부에노스아이레스의 많은 지역에 있는 많은 작은 슈퍼마켓들은 세 번째 이민의 물결 동안 존재하는 공동체에서 왔다.
최근, 중국의 성장하는 경제에서 제자리를 찾으려고 하는 중국의 성장하는 중산층의 대부분 야심차고 교육받은 중국인 이민의 네 번째 물결이 일고 있다. 최근 중국 기업의 젊은 직원들이 최소 2년 이상 출근했다. 오늘날, 많은 중국계 아르헨티나인들은 보통 부에노스아이레스의 식료품점 2층을 지배하는 슈퍼 메르카도스 치노(중국계 슈퍼마켓)를 운영한다. 빨래를 위한 틴토레리아(드라이 클리너)도 흔한 중국계 사업체이다.

## 차별
아르헨티나 경제 위기 이후, 많은 중국 소유의 소규모 사업체들이 중대한 범죄에 직면했다. 중국 슈퍼마켓 한 곳이 1년 동안 최대 14차례나 강도를 당한 것으로 알려지는 등 강도 사건이 빈발하고 있다. 또한, 그들의 가게에서 총을 겨누고 총을 맞은 가족들의 이야기는 드물지 않다. 또한, 다른 이민자 단체들과도 긴장이 고조되었다.
2006년 6월, 트럭 운전사 노조는 중국 소유의 상점에 대한 불매운동을 시작했다. 이는 불법 총기와 관련된 운전자와 가게 주인 사이의 총기 관련 사건 때문이었다. 다음 달 불매운동이 공식적으로 해제되기 전까지 배달 부족으로 인해 상점들의 부족이 보고되었다.

## 부에노스아이레스의 차이나타운

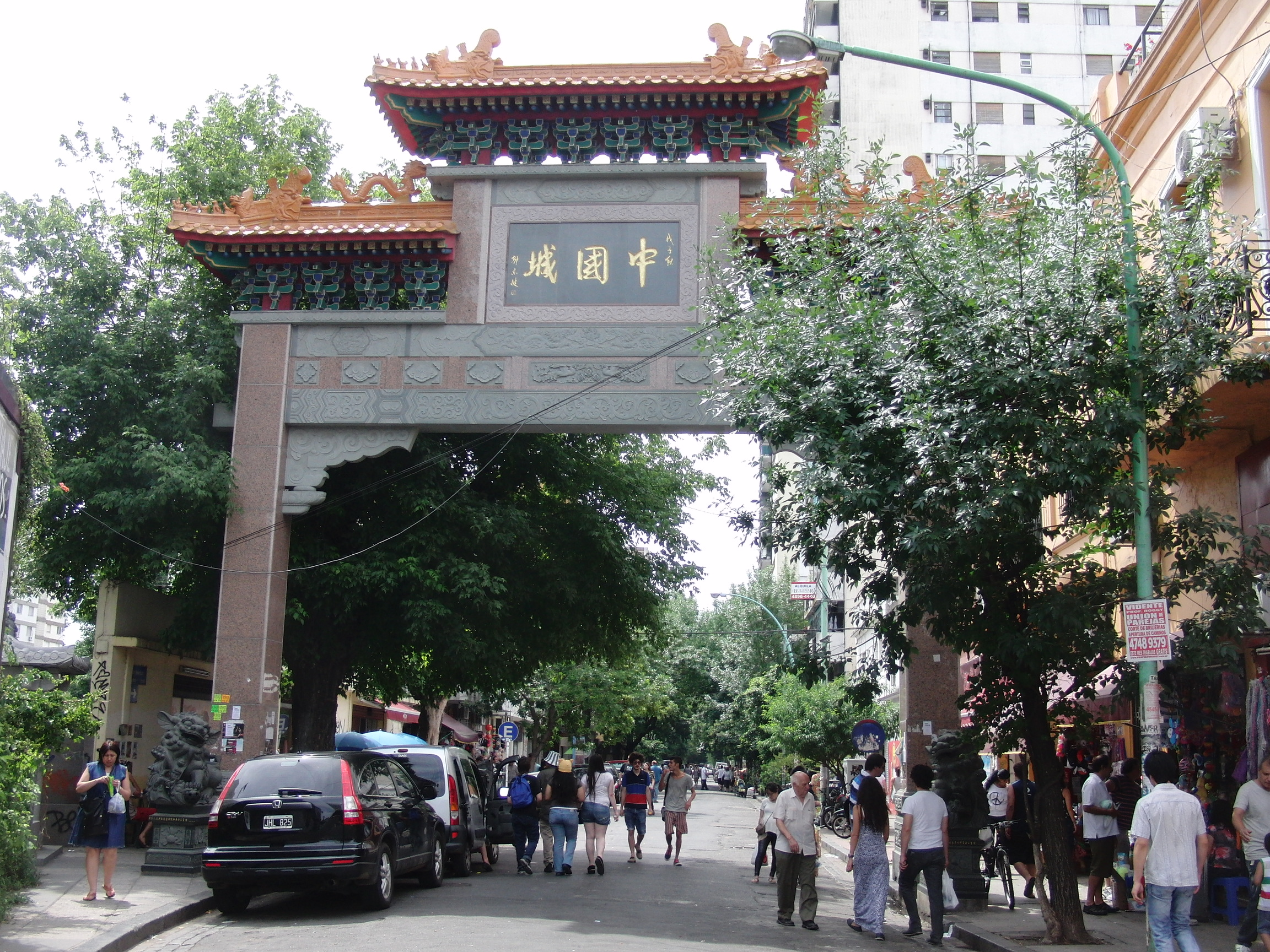
부에노스아이레스 차이나타운 입구

부에노스아이레스의 차이나타운은 벨그라노의 바리오에 있는 상업 구역이다. 이 근처에는 중국 음식점, 식료품점, 사찰이 있다. 이곳은 아르헨티나에 있는 중국인 공동체의 심장부이다. 이 지역은 1980년대에 새로 도착한 대만과 중국계 이민자들이 이 지역에 정착하면서 발전하기 시작했다. 이 동네는 또한 춘절 기념행사로도 알려져 있다.

## 종교
종관사는 1988년 대만 불교계의 지원을 받아 푸셴 사부에 의해 설립되었으며, 몽타녜스 2175번가의 벨그라노 지역에 위치하고 있으며 500명의 회중을 보유하고 있다. 현재 주지 스님은 지한 사원이며 아르헨티나 중국불교협회와 보디야나 재단에 소속되어 있다.
대만의 포광산 기사단은 또한 1992년부터 아르헨티나에 "부디스타 포광산 사원"이라는 분원을 가지고 있으며, 이 사원은 명상, 무술, 요가 강좌를 제공하고 정기적으로 채식 요리 워크숍을 개최한다.

## 같이 보기
- 화교